# Rybova Lhota
Rybova Lhota (německy Ryb Lhota) je vesnice, část obce Skalice v okrese Tábor v Jihočeském kraji. Nachází se asi 2,5 kilometru jižně od Skalice. Je zde evidováno 62 adres. V roce 2011 zde trvale žilo 115 obyvatel.
Rybova Lhota je také název katastrálního území o rozloze 6,51 km². V katastrálním území Rybova Lhota leží i Radimov.

## Historie
První písemná zmínka o vesnici pochází z roku 1398.

## Obyvatelstvo
| Rok            | 1869 | 1880 | 1890 | 1900 | 1910 | 1921 | 1930 | 1950 | 1961 | 1970 | 1980 | 1991 | 2001 | 2011 | 2021 |
| -------------- | ---- | ---- | ---- | ---- | ---- | ---- | ---- | ---- | ---- | ---- | ---- | ---- | ---- | ---- | ---- |
| Počet obyvatel | 177  | 227  | 197  | 210  | 223  | 255  | 216  | 190  | 194  | 176  | 155  | 134  | 102  | 115  | 122  |
| Počet domů     | 27   | 31   | 34   | 36   | 38   | 38   | 41   | 49   | 49   | 46   | 44   | 58   | 39   | 54   | 61   |

## Obecní správa
Při sčítání lidu v letech 1850–1909 Rybova Lhota byla osadou obce Skalice v okrese Tábor. V letech 1910–1962 byla samostatnou obcí, se kterým patřila nejprve do okresu Tábor, ale v roce 1950 v okrese Soběslav. Od roku 1963 je opět částí obce Skalice v okrese Tábor.